# Joseph Haines
Pour les articles homonymes, voir Haines.
Joseph Haines ou Jo Haines (décédé le 4 avril 1701) est un comédien, chanteur, danseur et dramaturge anglais du XVIIe siècle.

## Biographie
On ne sait rien des premières années de la vie de Joseph Haines. On trouve trace de son existence à partir de 1667, année au cours de laquelle il incorpore une troupe de saltimbanques à Cambridge. En 1668, il intègre une compagnie de jeunes artistes dans le quartier de Hatton Garden à Londres. C'est là qu'il est remarqué par Thomas Killigrew, qui l'enrôle dans sa compagnie royale, patentée par le roi Charles II.
Joseph Haines accède rapidement à la célébrité du fait de ses talents de chanteur, danseur et comédien, mais aussi en raison de son excentricité. Constamment harassé de dettes et de problèmes d'argent, il est à plusieurs reprises renvoyé de la compagnie par Charles Hart, l'acteur principal de la troupe, pour des motifs de conduites insolentes et d'abus de langage, mais il est plusieurs fois réengagé du fait de son talent.
En 1693, il s'établit comme diseur de bonne aventure. Au cours des années 1690, il écrit plusieurs pièces de théâtre qui ne rencontrent aucun succès, fut-il artistique ou commercial. Au cours de la même période, il interprète ce que d'aucuns considèrent comme ses meilleurs rôles, notamment celui du docteur Serringe dans La Rechute ou la Vertu en danger de John Vanbrugh (1696) et celui de Tom Errand dans la pièce The Constant Couple de George Farquhar (1699). Il meurt en 1701 dans ses appartements de Londres.

## Source
- (en) Cet article est partiellement ou en totalité issu de l’article de Wikipédia en anglais intitulé « Joseph Haines » (voir la liste des auteurs).
- Philip Highfill Jr, Kalman A. Burnim, Edward Langhans, Biographical Dictionary of Actors, Actresses, Musicians, Dancers, Managers and Other Stage Personnel in London, 1660-1800, 16 volumes, Southern Illinois University Press, Carbondale, Illinois, 1973-1993.